# 缅甸铁道运输部
缅甸铁道运输部（緬甸語： [jətʰá po̰sʰàʊɴjé wʊ̀ɴdʑí tʰàna̰]）)是缅甸政府管理国内鐵路運輸的职能部门。